# Kagoshima United FC
Il Kagoshima United Football Club (鹿児島ユナイテッドFC?, Kagoshima Yunaiteddo Efushī), meglio noto come Kagoshima United FC, è una società calcistica giapponese con sede nella città di Kagoshima. Dal 2025 milita nella J3 League, la terza divisione del campionato giapponese.

## Storia
La squadra nacque nel 2014 dalla fusione di Volca Kagoshima e FC Kagoshima, che scelsero l'attuale denominazione del club. Il team ottenne immediatamente la promozione in Japan Football League e nel novembre del 2015, grazie al posizionamento nella zona alta della classifica, l'accesso alla J3 League, terza divisione del campionato giapponese. Dopo tre stagioni, per effetto del secondo posto in classifica nel 2018, conquistò anche la promozione in J2 League. La permanenza in seconda serie durò, tuttavia, appena un anno poiché al termine della stagione seguente il club retrocesse nuovamente.
Nel 2023, sotto la guida tecnica di Yasuaki Oshima, il Kagoshima United ottenne ancora la promozione in J2 League, categoria persa con la seconda retrocessione in cinque anni del 2024.

## Colori e simboli
La squadra utilizza come colore sociale il blu scuro. Lo stemma è caratterizzato da un’illustrazione del vulcano fumante Sakurajima, situato nella Prefettura di Kagoshima. Sopra ad esso, c’è una striscia verticale bicolorata di rosso (sinistra) e azzurro (destra). Il rosso rappresenta i colori che ha usato il Volca Kagoshima, mentre l’azzurro quelli dell'FC Kagoshima. 
Prima del 2016, il Kagoshima United FC non aveva una mascotte ufficiale. Successivamente la squadra ne ha scelto una, la gatta Yunaiku-chan.

## Strutture
Lo stadio utilizzato dal club è il Shiranami Stadium, che sorge nella città di Kagoshima.

## Organico

### Rosa 2024
Aggiornata al 27 agosto 2024.
| N. |                     | Ruolo | Calciatore       |
| -- | ------------------- | ----- | ---------------- |
| 1  | Giappone (bandiera) | P     | Ryōta Izumori    |
| 3  | Giappone (bandiera) | D     | Ryō Toyama       |
| 4  | Giappone (bandiera) | D     | Kenta Hirose     |
| 5  | Giappone (bandiera) | D     | Akira Ibayashi   |
| 6  | Giappone (bandiera) | D     | Eisuke Watanabe  |
| 7  | Giappone (bandiera) | C     | Kazuki Chibu     |
| 8  | Giappone (bandiera) | C     | Keita Fujimura   |
| 9  | Giappone (bandiera) | A     | Kōki Arita       |
| 10 | Giappone (bandiera) | A     | Noriaki Fujimoto |
| 11 | Giappone (bandiera) | C     | Junki Goryō      |
| 13 | Giappone (bandiera) | P     | Kenta Matsuyama  |
| 14 | Giappone (bandiera) | C     | Hiroya Nodake    |
| 15 | Giappone (bandiera) | C     | Kazuaki Ihori    |
| 16 | Giappone (bandiera) | D     | Ryōsuke Kawano   |
| 17 | Giappone (bandiera) | D     | Kōta Hoshi       |
| 18 | Giappone (bandiera) | C     | Mikuto Fukuda    |
| 19 | Giappone (bandiera) | C     | Shūto Inaba      |

| N. |                          | Ruolo | Calciatore             |
| -- | ------------------------ | ----- | ---------------------- |
| 20 | Giappone (bandiera)      | C     | Masayoshi Endō         |
| 21 | Giappone (bandiera)      | C     | Wataru Tanaka          |
| 23 | Giappone (bandiera)      | D     | Shōsei Okamoto         |
| 24 | Giappone (bandiera)      | C     | Sōta Nagai             |
| 25 | Giappone (bandiera)      | A     | Jin Hanato             |
| 26 | Giappone (bandiera)      | D     | Kōsuke Kawashima       |
| 27 | Giappone (bandiera)      | C     | Takumi Yamaguchi       |
| 28 | Giappone (bandiera)      | D     | Issei Tone             |
| 30 | Giappone (bandiera)      | C     | Yūji Kimura (capitano) |
| 31 | Corea del Sud (bandiera) | P     | Ono Chol-hwan          |
| 32 | Giappone (bandiera)      | A     | Takaya Numata          |
| 34 | Giappone (bandiera)      | A     | Shōta Suzuki           |
| 35 | Giappone (bandiera)      | C     | Shūto Nakahara         |
| 36 | Giappone (bandiera)      | A     | Rei Yonezawa           |
| 38 | Giappone (bandiera)      | A     | Ryō Arita              |
| 46 | Giappone (bandiera)      | A     | Seiya Take             |
| 92 | Giappone (bandiera)      | A     | Charles Nduka          |